# Smarżowa
Smarżowa [smarˈʒɔva] (bis Ende 1999 Smarzowa, standardpolnisch [smaˈʒɔva] ausgesprochen) ist ein Dorf in Südpolen in der Woiwodschaft Karpatenvorland im Powiat Dębicki und der Gemeinde Brzostek.

## Geographie
Der Ort liegt im Strzyżów-Gebirge am Bach Kamienica, einem rechten Zufluss der Wisłoka, 3 km nordöstlich der Stadt Brzostek. Die Nachbarorte sind Siedliska-Bogusz im Westen, Głobikówka im Norden, Grudna Dolna und Bączałka im Osten, Kamienica Górna im Südosten, sowie Nawsie Brzosteckie im Süden.

## Geschichte
Der Ort liegt innerhalb der Grenzen der Güter von Kunice (siehe Geschichte von Wielopole Skrzyńskie), die mit einem großen Wald 1282/1288 vom Krakauer Herzog Leszek dem Schwarzen an das Bistum Lebus verliehen wurden. Danach folgte darin eine deutschrechtliche Kolonisation. Am 19. November 1345 erhielt Nicolao Kerstan vom König Kasimir dem Großen das Gründungsprivileg für Anlegung des neuen Dorfs Kamienica im Wald am gleichnamigen Bach, auf 60 fränkischen Hufen nach dem Magdeburger Recht. Heute gibt es 6 Dörfer an diesem Bach (flussaufwärts: Kamienica Dolna, Gorzejowa, Siedliska-Bogusz, Smarżowa, Bączałka und Kamienica Górna). Aus dem Jahr 1389 stammt eine königliche Bestätigung eines verlorenen Dokuments aus 1353, über die Übergabe von einigen Dörfern in der Umgebung, darunter Smarschowa, Camennicza (Kamienica Górna) und B[rze]sini (Brzeziny) in den Gütern von Kunice, an drei ruthenische [ukrainische] Brüder namens Chodko, Piotr und Ostaszek, den Söhnen von Iwan, die vermutlich dem polnischen König Kasimir dem Großen in der Einnahme Rotrutheniens halfen. 1387 kamen Kamienica (Górna), Siedliska und Smarzowa an Iwan Iwanowicz.
Der Ortsname leitet sich von einem Personennamen ab, möglicherweise von einem Mikołaj Smarz. Ab dem 14. Jahrhundert gehörte das Dorf der Pfarrei in Siedliska. Im 15. Jahrhundert war Smarzowa im Eigentum der Benediktiner in Tyniec. 1536 gehörte das Dorf mit 24 Bauern (cmeto[ne]s) und 1 Häusler (hortulanus) zu Mikołaj Lipski. 1581 waren Marcin und Rafał Loczków Eigentümer des Ortes zu dem eine Fläche von 3,5 Łan (Hufen, knapp 100 Hektar) gehörte. 1629 gehörten nur noch zwei Łan zur Ortschaft.
Das Dorf gehörte zur Adelsrepublik Polen-Litauen, Woiwodschaft Sandomir, Kreis Pilzno. Bei der Ersten Teilung Polens kam Smarżowa 1772 zum neuen Königreich Galizien und Lodomerien des habsburgischen Kaiserreichs (ab 1804). Um 1790 wurde Jakub Szela geboren, späterer Anführer eines Bauernaufstandes.
Nach dem Ende des Ersten Weltkriegs und dem Zusammenbruch der Habsburgermonarchie kam Smarżowa 1918 zu Polen. Unterbrochen wurde dies nur durch die deutsche Besetzung Polens im Zweiten Weltkrieg. Von 1975 bis 1998 gehörte Smarżowa zur Woiwodschaft Rzeszów.

## Kultur und Sehenswürdigkeiten
- Kapellen aus dem 19. und 20. Jahrhundert[8]
- Gutshaus aus dem 19. Jahrhundert[8]

## Persönlichkeiten
- Jakub Szela – Anführer des galizischen Massakers im Jahre 1846.